# Ибрагимов, Намик Ибрагим оглы
Намик Ибрагим оглы Ибрагимов (азерб.  Namiq İbrahim oğlu İbrahimov) — азербайджанский учёный, доктор физико-математических наук, руководитель лаборатории Института Физики НАНА.

## Биография
Намик Ибрагимов родился 19 октября 1932 года в городе Нахичевань Нахичеванской АССР Азербайджанской ССР. Окончил факультет физической электроники ныне Санкт-Петербургского технического университета. Защитил диссертацию на соискание ученой степени доктора физико-математических наук по специальности 01.04.10 — Физика полупроводников и диэлектриков. Н. Ибрагимов работал старшим научным сотрудником, руководителем лаборатории «Электрофотографии» Института физики НАНА.

## Научная деятельность
Лаборатория, руководимая Н. Ибрагимовым, занимается исследованиями закономерностей формирования структуры и свойств селена, создание электрофотографических слоев на основе селена и его соединений. В результате исследований лабораторией выявлены основные закономерности формирования структуры и свойств селена, созданы новые электрофотографические слои на основе селена и его соединений.
Намик Ибрагимов — автор 91 опубликованных научных работ, 17 авторских свидетельств и патентов. Подготовил 3 кандидатов наук, 1 доктора наук.
Научные достижения:
- Обнаружение ЭПР поглощения в селене и установление природы явления. Изучение механизма образования и распада парамагнитных центров.
- Выявление существования в селене спонтанных надмолекулярных образований размером ~10-4 см.
- Установление существования для селена характеристической температуры (θ=470±20°С), выше которой разрушается цепочечное строение молекул, что проявляется в резком изменении физических свойств расплава (вязкость, электропроводность, парамагнетизм и др.).
- Установление корреляции в температурных и временных изменениях структуры и свойств жидкого селена. Проведение анализа проводимости жидкого селена в рамках модели Мотта-Коэна с учётом температурного изменения структуры расплава.
- Выявление природы структурной памяти селена. Установление обратимых и необратимых изменений структуры жидкого селена, что в зависимости от режима термообработки жидкого селена, происходят как обратимые, так и необратимые изменения структуры.
- Изучение механизма донорно-акцепторного взаимодействия ряда важных примесей в полимерной матрице селена и установлено состояние кислорода, галоидов, марганца и таллия, определена подвижность ионов таллия в селене.
- Создание ряда новых электрофотографических слоёв на основе селена и его соединений.

### Некоторые научные работы
- N. I. Ibragimov, M. I. Shneidman, V. G. Agaev, Z. M. Abutalybova. Electrophotographic characteristics of layers of amorphous selenium on substrates with different thicknesses of oxide barrier film // Thin Solid Films. — Elsevier Science Publishing Company, 1991. — Т. 196, № 1. — ISSN 0040-6090.
- A.T. Don, N.I. Ibragimov, E.P. Pakhomov, P.K. Khabibulaev, G.P. Chernyshov, Yu.I. Chubarov. Sublimation of zirconium dioxide stabilized by yttrium in the air and combustion product medium (англ.) // Теплофизика высоких температур. — "Наука" РАН, 1991. — Vol. 29, no. 5. — P. 1035-1037. — ISSN 0040-3644.
- N. I. Ibragimov, Z. M. Abutalibova, V.G. Agaev. Electrophotographic layers of trigonal Se in the binder obtained by reduction of SeO2 by hydrazine (англ.) // N. I. Ibragimov, Z. M. Abutalibova, V.G. Agaev. — 2000. — Vol. 359, no. 2. — P. 125-126. — ISSN 0040-6090.
- N. I. Ibragimov. ESR Study of the Behavior of Oxygen in Selenium // Phys. Stat. Sol.. — 1996. — Т. 16. — С. 113.
- N. I. Ibragimov. Investigation of the charge Transfer State in Selenium by the ESR method // Phys. of Selenium and Tellurium. — Pergamon Press. — С. 321.